# Summa (Literatur)
Die Summa ist eine mittelalterliche didaktische Literaturgattung, die auf Latein geschrieben wurde. Diese Literaturgattung entstand im 12. Jahrhundert und wurde während der folgenden Jahrhunderte entwickelt.

## Kennzeichen
Es war eine Art Enzyklopädie, die ein Thema über Recht, Theologie oder Philosophie besonders entwickelte. Die Themen wurden auf einer detaillierteren Weise geteilt, als auf dem Tractatus (Traktat). Sie wurden sich in quaestiones (Fragen) gegliedert, und diese in Artikel. Die Artikel hatten die folgende Struktur:
- 1. Titel des Artikels als Frage. Zwei oder verschiedene Haltungen wurden gestellt (disputatio).
- 2. Widersprüche oder Auseinandersetzungen gegen die vom Autor verteidigte Idee.
- 3. Gründe für diese Idee. Sie wurden auf der Bibel, den Kircheneltern usw. aufgebaut.
- 4. Lösung, die Gründe von Glauben und Vernunft kombinierte. Diese Lösung zeigte normalerweise die Meinung des Autors.
- 5. Die Sententia oder Antwort auf die Frage, die aus einer Anfechtung der ursprünglichen Widersprüchen gegen die These des Autors besteht.[1][2]

## DieSummaeim Rechtsbereich
Im Rechtsbereich ist die Summa eine praktische und didaktische Literaturgattung, die die Methodologie der Glosse entwickelte. Es hatte zwei verschiedene Formen: Die Summa, die aus der similia stammte, und die questio legitima, die aus der contraria stammte.
Die Summa war in kleinen Rechtsschulen geboren. Der Zweck war, die Studenten mit einfachen Zusammenfassungen der Koden von Justinian zu lehren. Um diesen Zweck zu erreichen, wurden einfache und systematische Zusammenfassungen von ganzen Werken verfasst. Somit war die Literaturgattung der Summae im Rechtsbereich geboren.
Die Summae wurden besonders in den Privatrechtschulen aus Südfrankreich hinsichtlich der Institutiones Justinians verfasst.

### Einige wichtigeSummaeim Rechtsbereich
- Azos Summa Codicis.
- Summa Codicis auf Okzitanisch geschrieben und als Lo Codi bekannt. Sie wurde ins Latein von Riccardo Pisano übersetzt.

## DieSummaeim Theologie- und Philosophiebereich
Die Lehre von Theologie und Philosophie während des Mittelalters hatte zwei verschiedene Formen: Lectio und Disputatio:
- Die Lectio (Lektion) war einem heutigen Unterricht sehr ähnlich. Der Lehrer kommentierte die Aussagen (Sentenzen) von berühmten und bekannten Autoren, wie z. B. die Werken von Aristoteles oder Boethius, oder Petrus Lombardus’ Sentenzen.
- Die Disputatio (Auseinandersetzung) war informeller als die Lectio, und es war ein echter Dialog zwischen Lehrern und Studenten. Argumentationen für oder gegen irgendeine These wurden ausgestellt und verteidigt.

Diese zwei Methoden verursachten ihre Literaturformen:
- Aus der Lectio entstanden die Commentaria (Kommentare). Und aus diesen entstanden die Summae, die freier, autonomer und systematischer waren, als die Commentaria.
- Die Disputatio verursachte die Quaestiones disputatae (gestrittene Themen), die das Material der Auseinandersetzungen sammelten, die jede zwei Wochen stattfanden; und die Quodlibeta (aleatorische Themen), die die Auseinandersetzungen von Weihnachten und Ostern sammelten. Diese  Methodologie der disputationes war das technische Modell der berühmten mittelalterlichen Summae.[3]

### Einige wichtige theologischeSummae
Es gibt mehr als sechzig noch vorhandenen Summae in diesem Bereich. Die folgenden müssen hervorgehoben werden:
- Simon von Tournais Summa oder Institutione in sacram paginam, 1165.
- Prepositinus von Cremonas Summa de officiis oder Summa de poenitentia.
- Wilhelm von Auxerres Summa Aurea, 1220.
- Thomas von Aquins Summa Theologiae, 1274.
- Thomas von Aquins Summa contra gentiles.
- Alexander von Hales’ Summa Theologiae, XIII. Jahrhundert.
- Gerard von Bolognas Summa Theologiae, 1317.
- Francesc Eiximenis’ Summa Theologica (Teile). XIV. Jahrhundert.